# Covasna
Covasna (en húngaro: Kovászna) es una ciudad de Rumania en el distrito homónimo.

## Geografía
Se encuentra a una altitud de 584 m s. n. m. a 229 km de la capital, Bucarest.

## Demografía
Según estimación 2012 contaba con una población de 11 951 habitantes. La mayoría es de origen húngaro.
| 1948 | 1956  | 1966  | 1977  | 1992   | 2002   | 2012   |
| s/d  | 7 290 | 7 831 | 9 308 | 12 515 | 11 369 | 11 951 |